# Wilhelm Wegener
Pour les articles homonymes, voir Wegener.
Wilhelm Wegener (29 avril 1895 à Trebatsch - 24 septembre 1944 à Wolmar) est un General der Infanterie allemand qui a servi au sein de la Heer dans la Wehrmacht pendant la Seconde Guerre mondiale.
Il a été récipiendaire de la croix de chevalier de la croix de fer avec feuilles de chêne et glaives. La croix de chevalier de la Croix de fer et ses grades supérieurs : les feuilles de chêne et glaives sont attribués pour récompenser un acte d'une extrême bravoure sur le champ de bataille ou un commandement militaire avec succès.

## Biographie
Au début de la Première Guerre mondiale, le 2 août 1914, Wegener s'engage comme enseigne dans le 9e régiment de grenadiers de l'armée prussienne, avec lequel il part pour le front de l'Est où il est promu lieutenant le 19 janvier 1915, avec une ancienneté de grade au 18 juin 1915.
Wilhelm Wegener est en route vers son quartier-général quand il est tué par un raid d'avions d'attaques au sol soviétiques le 24 septembre 1944.

## Décorations
- Croix de fer (1914)
  - 2e classe
  - 1re classe
- Insigne des blessés (1914)
  - en Noir
- Croix d'honneur pour combattant 1914-1918
- Agrafe de la croix de fer (1939)
  - 2e classe (26 septembre 1939)
  - 1re classe (29 mai 1940)
- Insigne de combat d'infanterie
- Médaille du Front de l'Est
- Plaque de bras Demiansk
- Ordre de la Croix de la Liberté 1re classe avec glaives (29 mars 1943)
- Croix de chevalier de la croix de fer avec feuilles de chêne et glaives
  - Croix de chevalier le 27 octobre 1941 en tant que Oberst et commandant du Infanterie-Regiment 94[1]
  - 66e feuilles de chêne le 19 janvier 1942 en tant que Oberst et commandant du Infanterie-Regiment 94[2]
  - 97e glaives le 17 septembre 1944 en tant que General der Infanterie et commandant du L. Armeekorps[3]
- Mentionné dans le bulletin quotidien radiophonique de l'Armée : le Wehrmachtbericht (26 septembre 1944)